# Pombo Musical
Pour les articles homonymes, voir Pombo.
Singles
1. El Modelo Alfabético
Sortie : 24 juillet 2008

Pombo Musical est un album de musique pour enfants produit par l'artiste interprète colombien Carlos Vives, en forme d'hommage musical à Rafael Pombo, un écrivain et poète colombien. Il sort le 13 août 2008 sous le label de Vives, Gaira Música Local. L'album se concrétise lorsque la présidente  de la fondation Rafael Pombo, Juanita Santos, demande à Vives de travailler sur un projet musical ayant pour thème les poèmes et les fables les plus emblématiques de Pombo. La musique de l'album comprend divers genres folkloriques colombiens et mélange des styles contemporains tels que la pop latino et le pop rock. Parmi les quatorze titres de l'album, seul El Modelo Alfabético sort en tant que single. Toutes les paroles des chansons ont été originellement créées par Rafael Pombo et produites par Vives. Pombo Musical a été bien accueilli par la critique et est certifié disque de platine en Colombie par l'Asociación Colombiana de Productores de Fonogramas (ASINCOL). Il remporte également quelques distinctions telles que le Latin Grammy Award du meilleur album pour enfants et un Premio Shock pour la meilleure compilation.

## Contexte
Après avoir terminé la promotion de son précédent album studio El rock de mi pueblo (2004), Carlos Vives met fin à son contrat avec EMI Latin et prend une pause pour se concentrer sur le soutien d'artistes locaux en tant que producteur et auteur-compositeur. La création de Pombo Musical est, initialement, un projet de studio en interne avec de vieux amis de Vives : Carlos Ivan Medina, Carlos Huertas et Ernesto "Teto" Ocampo. Ainsi, Vives déclare : « Au début, nous travaillions musicalement sur certaines œuvres de Rafael Pombo, sans penser à faire un disque, mais parce que quelqu'un avait fait une mélodie de Rin Rin ». Par la suite, il rencontre lors d'une réunion Juanita Santos, présidente de la Fondation Rafael Pombo, qui lui propose de travailler sur un projet musical ayant pour thème les poèmes et les fables les plus emblématiques du poète colombien Rafael Pombo. Motivés par cette idée, ils commencent alors à étudier de nombreux livres sur Pombo et ses œuvres. Avec Medina, Vives réalise la mélodie pour Modelo Alfabético, une chanson qui s'inspire d'un poème de Pombo. Le 24 juillet 2008, Modelo Alfabético, aux influences de cumbia et de rock, sort en tant que single principal.
L'enregistrement de l'album prend deux ans, en raison du nombre d'artistes qui y ont contribué, à savoir, entre autres, Juanes, Aterciopelados, Fonseca, Santiago Cruz, Verónica Orozco, Dúo Huellas, Ilona, Eduardo Arias & Karl Troller, Andrea Echeverri, Lucia Pulido, Iván Benavides, Carlos Ivan Medina, Bernardo Velasco et Ernes.

## Composition
Le disque Pombo Musical est produit par Carlos Vives sous la direction de sa femme Claudia Elena Vásquez, son enregistrement durant deux ans dans quatre studios de musique en Colombie. L'album comprend des chansons de différents genres folkloriques colombiens comme le vallenato, le bambuco, le joropo et la cumbia. Certaines chansons mélangent des genres comme la pop latino et le pop rock. Le morceau d'introduction, El Modelo Alfabético, est rock-stylized cumbia and vallenato song⇔ interprétée par Vives, Dúo Huellas, Eduardo Arias et Karl Troller. Cette chanson exprime lcomment être un vrai gentleman, comme avoir de bonnes manières, et enseigne également l'alphabet aux enfants. El Renacuajo Paseador est une chanson sur un air bambuco interprétée par Andrea Echeverri, Lucia Pulido, Iván Benavides, Carlos Ivan Medina, Bernardo Velasco, Ernesto Ocampo, Dúo Huellas, Fundación Batuta Chorus et Vives. Elle raconte l'histoire d'un têtard nommé « Rin Rin », qui a quitté sa maison sans l'approbation de sa mère « Rana », et qui meurt ensuite lorsqu'il se cache dans la bouche d'un canard. Dans cette chanson, Echeverri y ajoute des paroles supplémentaires. Juanes se produit sur El Gato Bandido, une chanson pop rock sur un chat qui se rebelle contre sa famille et quitte la maison, découvrant par soi-même que les choses ne sont pas faciles, et revient se repentir. Aterciopelados se produit sur Mirringa Mirronga, qui parle d'une méga fête féline.
El Robanidos est une chanson tropipop interprétée par Fonseca, Dúo Huellas et la Fundación Batuta Chorus, sur un enfant qui vole un nid et qui est ensuite mangé par un chat noir. Verónica Orozco se produit sur Pastorcita, une chanson rock qui relate l'histoire d'une petite bergère qui perd ses moutons et les retrouve. El Coche, interprété par Distrito Especial, parle d'une voiture qui impressionne tous ceux qui la voient. Lucia Polido interprète Dios y el Alma, une chanson joropo sur la perception personnelle de Pombo au sujet de l'âme. Juan Chunguero parle du joueur de cornemuse Chunguero, qui après avoir mis en colère beaucoup de gens tombe amoureux d'une bergère.
Simón el Bobito est interprété par Santiago Cruz et H2 El Guajiro, dans la tradition d'une comptine anglaise populaire qui raconte la vie d'un enfant appelé Simón. El Niño y la Mariposa, interprété par Adriana Lucia et Dúo Huellas, parle d'un papillon qui demande à un enfant de ne pas le maltraiter. La Pobre Viejecita, chantée par Vives et son frère sur un air bambuco, raconte l'histoire d'une vieille femme malheureuse qui meurt seule. La Tia Pasitrote est une chanson funk rock interprétée par Ilona sur les aventures d'une tante folle.  La dernière chanson de l'album, Juan Matachín, décrit la peur omniprésente du général et est interprétée par Julio Navas.

## Sortie et accueil
Le lancement musical de Pombo Musical a lieu au Gaira Café Cumbia House, un bar situé à Bogota, le 13 août 2008. Beatriz Helena Robledo, auteure de la biographie Rafael Pombo: la vida de un poeta, pour qui la musique est un bon allié de la poésie, considère que cet album est une occasion de rencontrer un personnage passionnant mais très superficiellement connu. De son côté, Alberto Borda Carranza, directeur de la Fundación Rafael Pombo affirme que « cet album peut être un bon moyen pour les enfants de s'adonner à la lecture et pour la famille de se retrouver autour de quelque chose de typiquement colombien ». 
Pombo Musical est, globalement, bien accueilli. Il est certifié disque de platine en Colombie avec plus de 20 000 exemplaires vendus, en mois de dix jours après sa sortie. Lors des Premios Shocks colombiens, l'album remporte le prix de la meilleure compilation, et lors de la 18e cérémonie des Latin Grammy Award, il gagne le prix du meilleur album latin pour enfants. Selon le journal colombien El Tiempo, Pombo Musical est l'un des albums les plus mémorables de 2008, non seulement pour la qualité musicale mais aussi par son succès commercial. Les bénéfices de l'album sont reversés à la Fundación Rafael Pombo qui œuvre à la préservation de la tradition orale et écrite de la poésie colombienne.

## Liste des pistes
Toutes les chansons sont écrites et composées par Rafael Pombo.
| No  | Titre                 | Producteur(s) | Durée |
| --- | --------------------- | --- | ----- |
| 1.  | El Modelo Alfabético  | Carlos Vives, Dúo Huellas, Eduardo Arias & Karl Troller | 3:44  |
| 2.  | El Renacuajo Paseador | Carlos Vives, Andrea Echeverri, Lucia Pulido, Iván Benavides, Carlos Ivan Medina, Bernardo Velasco, Ernesto Ocampo, Dúo Huellas, le chœur d'enfants de la Fundación Batuta | 4:55  |
| 3.  | El Gato Bandido       | Juanes | 4:31  |
| 4.  | Mirringa Mirronga     | Aterciopelados | 3:41  |
| 5.  | El Robanidos          | Fonseca, Dúo Huellas, le chœur d'enfants de la Fundación Batuta | 3:43  |
| 6.  | Pastorcita            | Verónica Orozco | 3:31  |
| 7.  | El Coche              | Distrito Especial | 2:46  |
| 8.  | Dios y el Alma        | Lucia Pulido | 4:44  |
| 9.  | Juan Chunguero        | Cabas | 3:31  |
| 10. | Simón el Bobito       | Santiago Cruz, H2 El Guajiro | 4:06  |
| 11. | El Niño y la Mariposa | Adriana Lucía, Dúo Huellas | 2:55  |
| 12. | La Pobre Viejecita    | Carlos Vives, Guillermo Vives | 3:20  |
| 13. | La Tia Pasipotre      | Ilona | 4:29  |
| 14. | Juan Matachín         | Julio Navas | 2:53  |